# Universidad del Salento
La Universidad del Salento (en italiano: Università del Salento) es una universidad de la comarca de Salento, Italia. Hasta el 2007 conocida como "Università degli Studi di Lecce" y por eso conocida con la abreviación "UniLe", es el segundo ateneo de la región Apulia por el número de inscritos, precedida por la Universidad de Bari. Cuenta con seis facultades y su sede está en Lecce, con algunas sucursales en Monteroni di Lecce, Mesagne y Bríndisi. 